# Stelios Haji-Ioannou
Sir Stelios Haji-Ioannou (en grec moderne : Στέλιος Χατζηιωάννου), né le 14 février 1967 à Athènes (Grèce), est un entrepreneur  d'origine chypriote. Il a fondé le groupe easyGroup, dont fait partie la compagnie aérienne easyJet et plusieurs autres compagnies dans différents domaines.

## Biographie
Il est né en 1967 à Athènes. Son père est l'entrepreneur chypriote grec Loukas Haji-Ioannou, qui créa la compagnie Troodos en acquérant d'anciens tankers. C'est actuellement une des plus grandes flottes au monde.
Stelios a fait ses études à la London School of Economics et à la Cass Business School (City University) de Londres. 
En 1992, il commence par fonder une compagnie de transport maritime, Stelmar, grâce à un prêt de son père. En 1995, il crée la société easyJet, inspiré par Southwest Airlines.
Après le succès spectaculaire de son entreprise, il la diversifie en lui adjoignant une chaîne de cybercafés, une compagnie de cartes de crédit, de location d’automobiles, une chaîne hôtelière. En 2000, easyJet est introduit en bourse à la bourse de Londres et Stelmar est coté à la bourse de New York l’année suivante.
La fortune personnelle de Stelios Haji-Ioannou est estimée à 1,29 milliard de livres sterling. Il partage son temps entre Monaco et Athènes.
Il est fait chevalier en 2006.
En 2017, il annonce son intention de faire un don de 1 milliard de livres sterling, soit la moitié de sa fortune, à l'organisation fondée par Bill Gates Giving Pledge.